# Гадрутський район
Гадрутський район (вірм. Հադրութի շրջան) —  колишня адміністративна одиниця у складі невизнаної Нагірно-Карабаської Республіки. Адміністративний центр — Гадрут.

## Географія
На північному сході межував з Мартунинським районом, на півночі з Аскеранським районом, на північному заході з Шушинським районом, на заході і південному заході з Кашатазьким районом, на півдні з Іраном та на сході з Азербайджаном.
Район був розташований на південному сході Нагірно-Карабаської Республіки. Найбільшою річкою була Аракс, яка проходить по ірано-нагірно-карабаському кордону. Серед інших річок слід зазначити Хачгетік, Покр Акарі, Інджа, Срінг, Джракн, Тхут, Тумі, Ішханагет та Амарас.

## Історія
В ході бойових дій в Нагірному Карабахі Азербайджан зміг повернути всю територію Гадрутського району під свій контроль

## Транспорт

### Автомобільний
Гадрутський район має лише одну високоякісну трасу: Гадрут — Степанакерт. Цей відрізок є південною частиною нової траси «Північ-південь», що була побудована за кошти вірменської діаспори, яка перетинає Нагірний Карабах з півночі (Мартакерт) на південь (Гадрут) і яка поєднує регіон зі столицею.

### Залізничний
На півдні району проходить залізнична гілка Міджнаван — Горадіз, яка остаточно припинила своє функціонування з 1993 року. Наразі перспектив відновлення залізничного руху нема.

## Населення
За переписом, проведеним у НКР в 2005 році, в районі проживали 12005 осіб, а станом на 2009 рік, в районі проживали близько 12300 осіб.

## Пам'ятники історії та архітектури

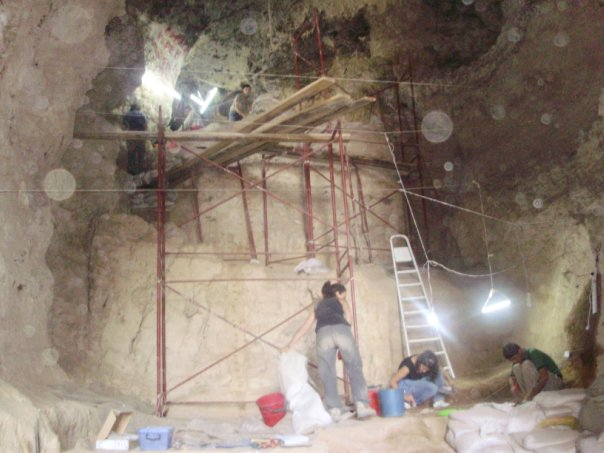
Азоська печера

- Найвідомішим туристичним об'єктом району є Азоська печера;
- На території села Тог були проведені розкопки, які виявили руїни однієї з найбільших споруд дізакського періоду (Дізак — це сучасний Гадрут) меліка Авана (Єгана) князівської фортеці XVIII століття. Наразі там будується база активного відпочинку;
- Долина Араксу;
- Монастир Гтчаванк;
- Фортеця Горозаберд;
- Худаферинські мости;

та інші